# Ophiodelos insignis
Ophiodelos insignis är en ormstjärneart som beskrevs av Jean Baptiste François René Koehler 1930. Ophiodelos insignis ingår i släktet Ophiodelos och familjen knotterormstjärnor. Inga underarter finns listade i Catalogue of Life.